# Всичко навсякъде наведнъж
„Всичко навсякъде наведнъж“ (на английски: Everything Everywhere All at Once) е американска сюрреалистична трагикомедия от 2022 г. на режисьорите Даниел Куан и Даниел Шайнърт, който са сценаристи и ко-продуценти на филма, и участват Мишел Йео, Стефани Хсу, Джонатан Ке Кван, Джени Слейт, Хари Шум младши, Джеймс Хонг и Джейми Лий Къртис.
Премиерата на филма се състои на фестивала „Саут Бай Саутуест“ (на английски: South by Southwest) на 11 март 2022 г., а в Съединените щати излиза по кината на 25 март 2022 г. Филмът се изплаща многократно в боксофиса и получава възторжени отзиви от критиците; много публикации го обявяват за най-добрия филм на 2022 г.
Филмът получава 11 номинации „Оскар“ и печели общо 7, сред които за най-добър филм, най-добра актриса, най-добър поддържащ актьор, най-добра поддържаща актриса, най-добър монтаж и най-добър оригинален сценарий. Филмът печели също така две награди „Златен глобус“, пет награди „Изборът на критиците“ (включително за най-добър филм), една награда БАФТА и много други.
В България филмът е излъчен по BTV Cinema с български дублаж в деня след връчването на Оскарите.